# Love Somebody (Rick Springfield)
Love Somebody is een nummer van de Australische rockmuzikant Rick Springfield uit 1984. Het is de eerste single van zijn achtste studioalbum Hard to Hold.
Het nummer flopte in Springfields thuisland Australië met een 83e positie. In de Amerikaanse Billboard Hot 100 was het juist wel succesvol met een 5e positie. In het Nederlandse taalgebied wist het nummer geen hitlijsten te bereiken.